# Carlo Filago
Carlo Filago auch: Fillago (* 1589 in Rovigo; † 1644 in Venedig) war ein italienischer Komponist und Organist des venezianischen Frühbarock.

## Leben
Carlo Filago studierte Orgel bei Luzzasco Luzzaschi in Ferrara. Von 1608 bis 1623 war er Organist an der Kathedrale von Treviso, wo er als solcher einen guten Ruf genoss. Nach sich häufenden Kompetenzstreitigkeiten mit dem Kapellmeister Amadio Freddi (1570–1634) bewarb Filago sich in Venedig und wurde 1623 erster Organist am Markusdom, zur Zeit des  Kapellmeisters Claudio Monteverdi, eine Stellung, die er bis zu seinem Tod innehatte. In Nachfolge von Francesco Cavalli war er ab 1631 ebenfalls Organist an San Zanipolo in Venedig.
Noch zwanzig Jahre nach seinem Tod beschrieben Nicolò Doglioni und Zuanne Zittio (1662) in „Le cose notabili et meravigliose della città di Venetia“ seine Musik mit der Aussage „Carlo Filago hatte einen so extravaganten Klang, den man chromatisch nannte, den niemand zu imitieren wusste.“

## Werke
Alle veröffentlichten Sammlungen Filagos umfassen Motetten, geistliche Konzerte und kleinere kirchliche Werke im Concertato Stil, die in norditalienischen Kirchen weite Verbreitung fanden.
- Motecta … liber primus, für 1–4 Stimmen (1611)
- Sacrae cantiones, liber primus (1611)
- Sacrarum cantionum, liber tertius, für 2–6 Stimmen und B.c.per organum (1619)
- Madrigali del Signor Cavaliero Anselmi nobile di Treviso, posti in musica da diversi Eccellentissimi Spiriti für 2–3 Stimmen und B.c. (1624)
- 4 Motetten, (1624)
- Sacri concerti, für 1 Singstimme und B.c. op.4 (1642)